# 김현승 (축구 선수)
김현승(한국 한자: 金炫承, 1984년 11월 16일 ~ )은 대한민국의 전 축구 선수이며, 포지션은 수비수였다.